# Centro de Exposições e Convenções RAI
O Centro de Exposições e Convenções RAI de Amesterdão (habitualmente conhecido como Amsterdam RAI ) é um complexo de salas de conferências e exposições no distrito comercial de Zuidas, Amesterdão, Holanda .
Inaugurado em 1961, o RAI recebeu 75 milhões de visitantes em fevereiro de 2001. Até 2 milhões de pessoas visitam a RAI todos os anos. Cerca de 50 conferências internacionais e 70 feiras comerciais são realizadas anualmente na RAI. O complexo é composto por 22 salas de conferências e 11 salas e tem uma área total de 87.000 m². O maior salão pode acolher 12.900 pessoas. O complexo também inclui um teatro musical e de concertos e estacionamento subterrâneo para mais de 3.000 carros.
Dá o seu nome à vizinha estação ferroviária RAI de Amesterdão .